# Шарджа (футбольний клуб)
Шарджа (араб. نادي الشارقة الرياضي) — еміратський футбольний клуб з однойменного міста, заснований 1966 року. Домашнім стадіоном є стадіон «Шарджа».

## Історія
Клуб був заснований в 1966 році під назвою «Аль-Оруба», а в 1978 році отримав свою нинішню назву. Перший успіх клуб досяг у 1974 році, коли став чемпіоном Об'єднаних Арабських Еміратів. У свою чергу, в 1979 році він вперше виграв Кубок Президента ОАЕ. Є рекордсменом за кількістю виграних Кубків Президента — вісім разів.

## Досягнення
- Чемпіонат ОАЕ:

Чемпіон (6): 1973-74, 1986-87, 1988-89, 1993-94, 1995-96, 2018-19
- Кубок Президента ОАЕ:

Володар (10): 1978-79, 1979-80, 1981-82, 1982-83, 1990-91, 1994-95, 1997-98, 2002-03, 2021-22, 2022-23
- Суперкубок ОАЕ:

Володар (3): 1994, 2019, 2022

## Відомі гравці
- Масуд Шоджаї (2006—2008)
- Джавад Некунам (2006)
- Расул Хатібі (2006—2007)
- Сідклей (2011—2013)
- Кім Джон У (2013—2014)
- Родрігіньйо (2014—2015)
- Адріан Межеєвський (2016—2017)

## Тренери
- Джо Кіннір (1978)
- Джалма Алвес (1981–83)
- Прокопіо Кардозо Нето (1984)
- Махмуд Ель-Гохарі (1984—1985)
- Юрій Морозов (1992)
- Фаузі Бензарті (2000–грудень 2001)
- Вахід аль-Тувейрі (грудень 2001)
- Драган Йолгіна (грудень 2001–червень 2002)
- Павле Долезар (червень 2002–??)
- Газі Граїрі
- Сречко Юричич (1 липня 2006 — 1 листопада 2006)
- Райнер Цобель (2006)
- Герард ван дер Лем (1 липня 2007 — 1 травня 2008)
- Тоні Олівейра (2008 — 2009)
- Мануел Кажуда (13 липня 2009 — 21 травня 2011)
- Карлуш Азенья (17 червня 2011 — 14 листопада 2011)
- Валеріу Тіце (18 вересня 2011 — 14 грудня 2011)
- Жорван Віейра (16 грудня 2011 — 2 лютого 2012)
- Валеріу Тіце (2012)
- Фаузі Бензарті (2013)
- Пауло Бонаміго (25 травня 2013—2015)
- Абдулазіз аль-Яссі (2015—2016)
- Йоргос Доніс (липень 2016 — грудень 2016)
- Жозе Пезейру (січень 2017 — жовтень 2017)
- Абдулазіз аль-Яссі (жовтень 2017 —)